# Две любимые
«Две любимые» (яп. 二人の恋人: футари но коибито) — фильм-мелодрама режиссёра Сиро Мория, вышедший на экраны в 1969 году.

## Сюжет
Действие фильма происходит в 1960-е годы.
...Вдова Тамико живёт с сыном и пасынком. Родной сын, Дзиро,— неуравновешенный, дерзкий юноша. Он не хочет учиться, часто убегает из дому, чтобы не слышать постоянных нареканий со стороны матери, и пропадает где-то по
нескольку дней.
Юити — полная противоположность Дзиро. Образованный молодой человек, он успешно работает и никогда не доставляет неприятностей матери. Тамико относится к нему значительно лучше, чем к родному сыну.
Личная жизнь Юити не сложилась. Три года назад его невеста умерла от неизлечимой болезни, и он никак не может её забыть. `
Друзья, мать и брат хотят найти для Юити другую невесту, но он остаётся равнодушным к их предложениям.
И вот однажды в окошке кассы кинотеатра Дзиро увидел Митико. Он не верил своим глазам! Эту девушку звали Мицуё - бывает же такое совпадение!
Дзиро рассказал о ней Нацуко, старшей сестре своего друга Тору, которая работает редактором отдела рекламы. Она предложила девушке сделать ряд фотоснимков. Директор редакции Рёхэй, отец умершей Митико, был поражен, увидев девушку, так похожую на его дочь.
Они встретились дома у Нацуко. Юити показалось, что к нему вернулось прежнее счастливое время. Он увлёкся юной Мицуё и вскоре сделал ей предложение. Причем, настоял на этом Дзиро, который сам полюбил девушку, но старался подавить своё чувство ради брата.
Мицуё отказала Юити. Она не хочет этого отражённого счастья: ведь Юити любит не её, а свою прежнюю возлюбленную Митико. Тем более, что девушка уже полюбила другого. Она предпочла ему непосредственного, хотя и бесшабашного Дзиро.

## В ролях
- Юдзо Каяма — Юити Като
- Вакако Сакаи — Митико Коно / Мицуё Сакамото
- Тёэй Такахаси — Дзиро Като
- Миэко Такаминэ — Тамико Като
- Дзюнко Икэути — Нацуко Аоки
- Кавай Окада — Санаэ Муракава
- Кэйдзи Хигасияма — Тору Аоки
- Масуми Харукава — Мадамэ
- Кадзуко Инано — Мидзуэ
- Нацуко Кахара — Киё
- Масако Кюдзука — Тиэ
- Нобуо Накамура — Рёхэй Коно
- Сёко Сэкигути — Ёсико

## Премьеры
- Япония — национальная премьера фильма состоялась 12 апреля 1969 года[1].
- СССР — с декабря 1971 года фильм демонстрировался в прокате СССР[2].